# Grupy prostetyczne

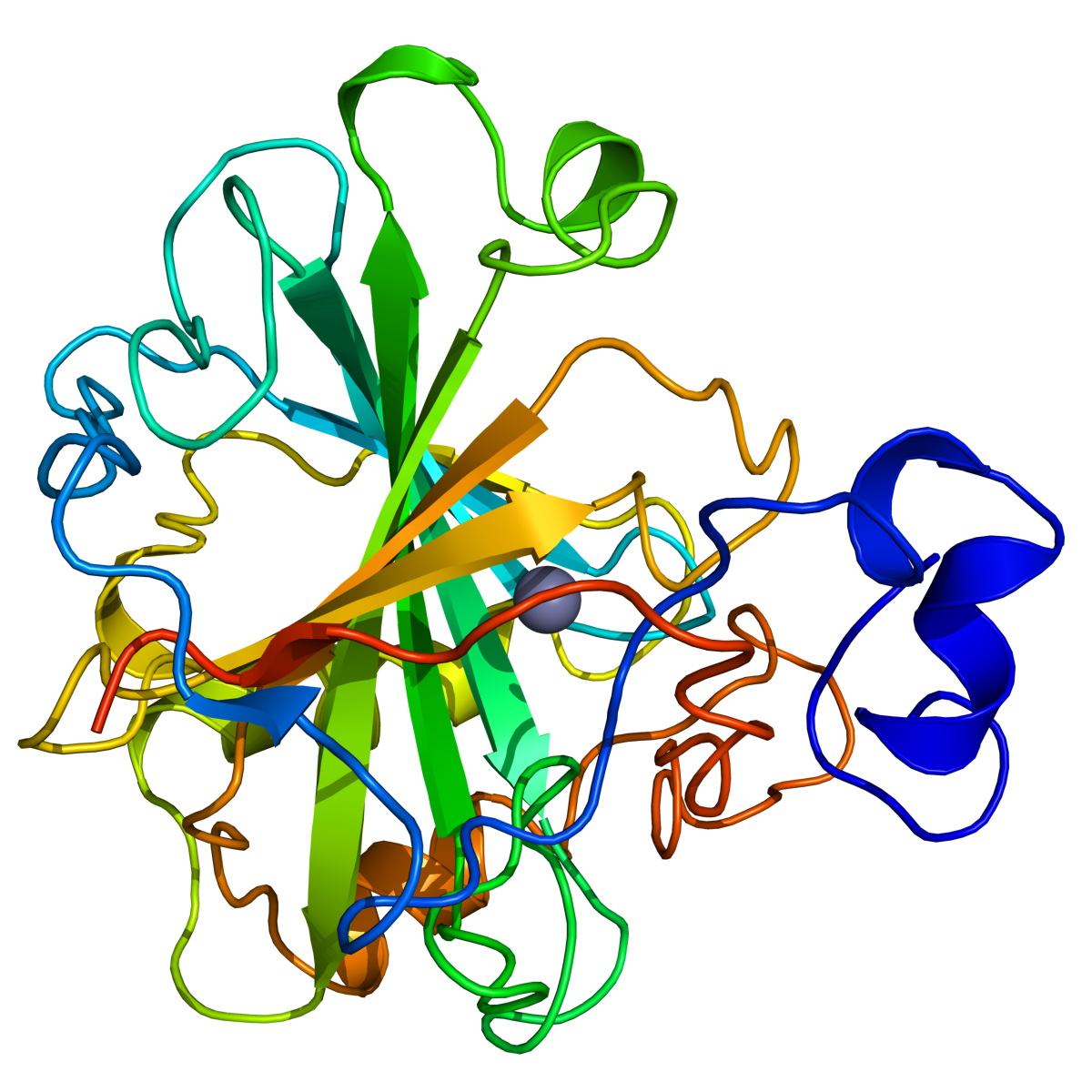
Model struktury anhydrazy węglanowej. Jon cynku, będący jej grupą prostetyczną, pokazany jako szara kulka w środku centrum aktywnego

Grupy prostetyczne – niebiałkowe składniki białek (np. enzymów) niezbędne dla ich aktywności, rodzaj kofaktorów. W przeciwieństwie do koenzymów, są trwale związane z białkami (np. miejscem aktywnym enzymów), często za pomocą wiązań kowalencyjnych lub koordynacyjnych, i nie opuszczają one swojego miejsca wiązania w trakcie reakcji. Białko bez swojej grupy prostetycznej to apobiałko (apoproteina, apoenzym), natomiast wraz z nią holobiałko (holoproteina).
Grupy prostetyczne mogą mieć charakter zarówno organiczny (np. cukry czy lipidy) lub nieorganiczny (jony metali i małe cząsteczki nieorganiczne). 
Wiele organicznych grup prostetycznych to witaminy lub ich pochodne, dlatego właśnie te związki są niezbędne dla funkcjonowania organizmu.
| Grupa prostetyczna                 | Funkcja                                     |
| ---------------------------------- | ------------------------------------------- |
| Mononukleotyd flawinowy (FMN)      | Reakcje redoks                              |
| Dinukleotyd flawinoadeninowy (FAD) | Reakcje redoks                              |
| Fosforan pirydoksalu               | Transaminacja, dekarboksylacja i deaminacja |
| Biotyna                            | Karboksylacja                               |
| Metylkobalamina                    | Metylacja i izomeryzacja                    |
| Pirofosforan tiaminy               | Dekarboksylacja                             |
| Hem                                | Wiązanie tlenu i reakcje redoks             |
| Molibdopteryna                     | Utlenowanie                                 |
| Kwas liponowy                      | Reakcje redoks                              |

Przykładami nieorganicznych grup prostetycznych są np. jon cynku w anhydrazie węglanowej czy molibdenu w reduktazie azotanowej. Przykładem organicznej grupy prostetycznej jest pochodna witaminy B1 w dehydrogenazie pirogronianowej.